# گریگول مگالوبلیشویلی
گریگول مگالوبلیشویلی (گرجی: გრიგოლ მგალობლიშვილი؛ زادهٔ ۷ اکتبر ۱۹۷۳) یک سیاست‌مدار و دیپلمات اهل گرجستان است.